# Dernacueillette
Dernacueillette (okzitanisch Dernaculheta) ist eine französische Gemeinde mit 44 Einwohnern (Stand 1. Januar 2022) im Département Aude in der Region Okzitanien. Sie gehört zum Arrondissement Narbonne und zum Kanton Les Corbières.

## Lage
Die Gemeinde wird vom Fluss Torgan durchquert. Das Gemeindegebiet ist Teil des Regionalen Naturparks Corbières-Fenouillèdes.
Nachbargemeinden von Dernacueillette sind Davejean im Nordosten, Maisons im Osten, Massac im Südwesten und Laroque-de-Fa im Nordwesten.

## Bevölkerungsentwicklung
| Jahr      | 1962 | 1968 | 1975 | 1982 | 1990 | 1999 | 2013 |
| Einwohner | 64   | 63   | 57   | 48   | 56   | 45   | 43   |

## Persönlichkeiten
- Olivier de Termes (um 1200–1274), Seigneur de Dernacueillette